# Trechalea longitarsis
Trechalea longitarsis är en spindelart som först beskrevs av Carl Ludwig Koch 1847.  Trechalea longitarsis ingår i släktet Trechalea och familjen Trechaleidae. Inga underarter finns listade i Catalogue of Life.